# Хачо Бояджієв
Хачо Бояджієв (болг. Хачо Кирилов Бояджиев; 20 січня 1932, Софія — 23 квітня 2012, Софія) — болгарський режисер і телевізійний менеджер. Директор Болгарського національного телебачення у 1993—1995 роках.
Бояджиев відомий як режисер святкових новорічних програм для Болгарського національного телебачення.

## Біографія
Закінчив факультет театральної режисури Національної академії театру та кіномистецтва 1958. В Англії захистив докторську дисертацію у галузі кіно та телебачення. Директор Болгарського національного телебачення у 1993—1995 роках. В останні роки був режисером шоу «Полет над нощта», що транслювалося щоп'ятниці та щосуботи на БНТ1 та БНТ Свят.
2002 року Стіліян Іванов зняв фільм про Хачо Бояджієва — «Незавершена історія», який транслювався на БНТ.
Помер 23 квітня 2012 року в Софії.